# Algirdas Kunčinas
Algirdas Kunčinas (* 27. Januar 1948 in Alytus) ist ein  litauischer Politiker und Philosoph.

## Leben
Nach dem Abitur 1965 mit Auszeichnung absolvierte er 1970 ebenfalls mit Auszeichnung das Diplomstudium des Radioingenieurwesens an der Fakultät Vilnius von Kauno politechnikos institutas. Von 1975 bis 1978 studierte er in der Aspirantur der Philosophie an der Vilniaus universitetas und promovierte 1982 zum Thema „Pažinimas kaip funkcinis modeliavimas“ (Leiter E. Meškauskas und Bronius Kuzmickas).
Von 1970 bis 1975 war er als Lehrer beschäftigt und von 1978 bis 1985 als Oberhochschullehrer und Dozent am Vilniaus inžinerinis statybos institutas. Von 1985 bis 1990 arbeitete er am Wissenschaftsministerium von Sowjetlitauen. Ab 1990 lehrte er an der Vilniaus Gedimino technikos universitetas. Von 1997 bis 2002 war er Mitglied im Stadtrat Vilnius. Von 1992 bis 1996 und von 2000 bis 2004 war er Mitglied im Seimas.
Ab 1990 war er Mitglied der Lietuvos demokratinė darbo partija, ab 2001 der Lietuvos socialdemokratų partija.